# Elmhurst Hospital Center
Das Elmhurst Hospital Center ist ein öffentliches Krankenhaus mit 545 Betten im Stadtviertel Elmhurst des Stadtbezirks Queens der US-amerikanischen Metropole New York. Träger ist die städtische New York City Health and Hospitals Corporation.
Es wurde 1957 eröffnet. Vorgängereinrichtungen waren das Smallpox Hospital und das City Hospital, die in dem neuen Krankenhaus aufgingen.
Das Einzugsgebiet wird von ca. 700.000 Personen bewohnt, überwiegend Latinos. Zahlreiche Personen sind Immigranten aus verschiedenen Ländern und sind der englischen Sprache nicht mächtig. Daher dienen ca. 50 Ehrenamtliche dem Krankenhaus mit Übersetzungstätigkeiten.
In den 1970er Jahren wurde eine personelle Unterbesetzung im Pflegebereich festgestellt, woraufhin das Personal aufgestockt wurde.
In den 1990er Jahren wurden zahlreiche Modernisierungen durchgeführt. Auch ein neues Parkhaus wurde gebaut.
Das Gesundheitsministerium des Staates New York stellte nach Prüfungen Ende der 2000er Jahre in einem Bericht die gute Qualität der in dem Krankenhaus durchgeführten Angioplastien fest.
Während der COVID-19-Pandemie in New York City wurden die Gegend und damit auch das Krankenhaus zu einem Schwerpunkt des Geschehens. Daher erfolgte eine kurzfristige Ausstattung mit zusätzlichen Geräten zur Beatmung. Die Pandemie verzögerte den weiteren Ausbau des Krankenhauses.